# Pasecký vodopád
Pasecký vodopád (nazývaný také Vodopád Tepličky) se nachází na říčce Teplička pod osadou Pasecký Žleb nad obcí Paseka v okrese Olomouc v Olomouckém kraji.

## Popis
Potok Teplička překonává za osadou Pasecký Žleb v několika stupních výrazné skalní schody z břidlice a droby. Poslední tři stupně schodů jsou vysoké cca 5 metrů a vytvářejí kaskádovitý vodopád. Podél obou stran vodopádu jsou historické kamenné zídky, které sloužily ke zpevnění břehů potoka pod silnicí. Zídky z naskládaného kamení vznikly zřejmě během zakládání osady Pasecký Žleb. Nad vodopádem se nachází malé parkoviště, informační tabule a dřevěná zastřešená vyhlídka. Vodopád je v nadmořské výšce 340 m. Příchod k vodopádu je obtížnější a celoročně bezplatně přístupný.
Další kaskádovitý vodopád na potoku Teplička se nachází přibližně 2,5 km výše proti proudu, má výšku cca 3 metry. Často mívá nedostatek vody.

## Galerie

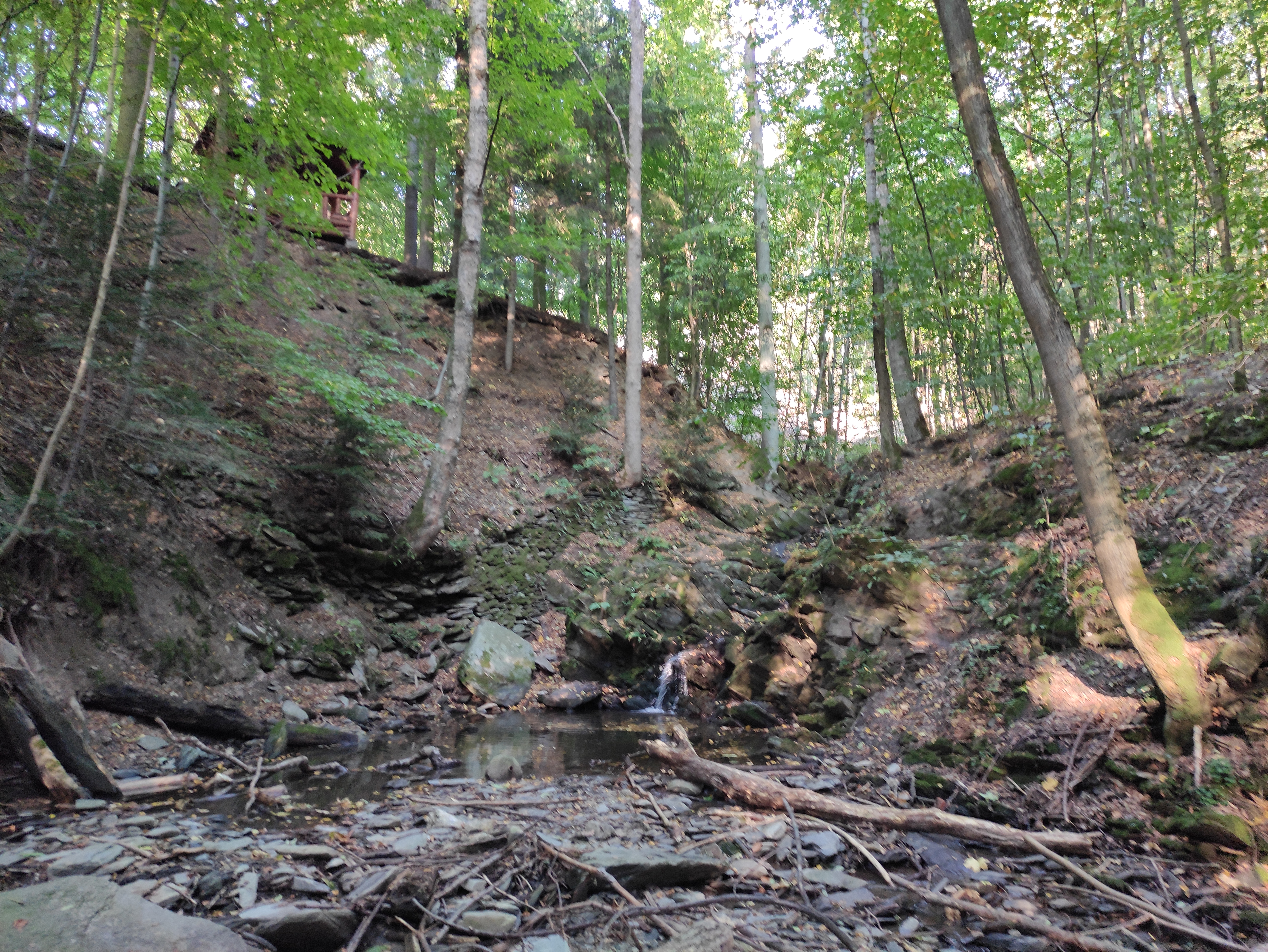
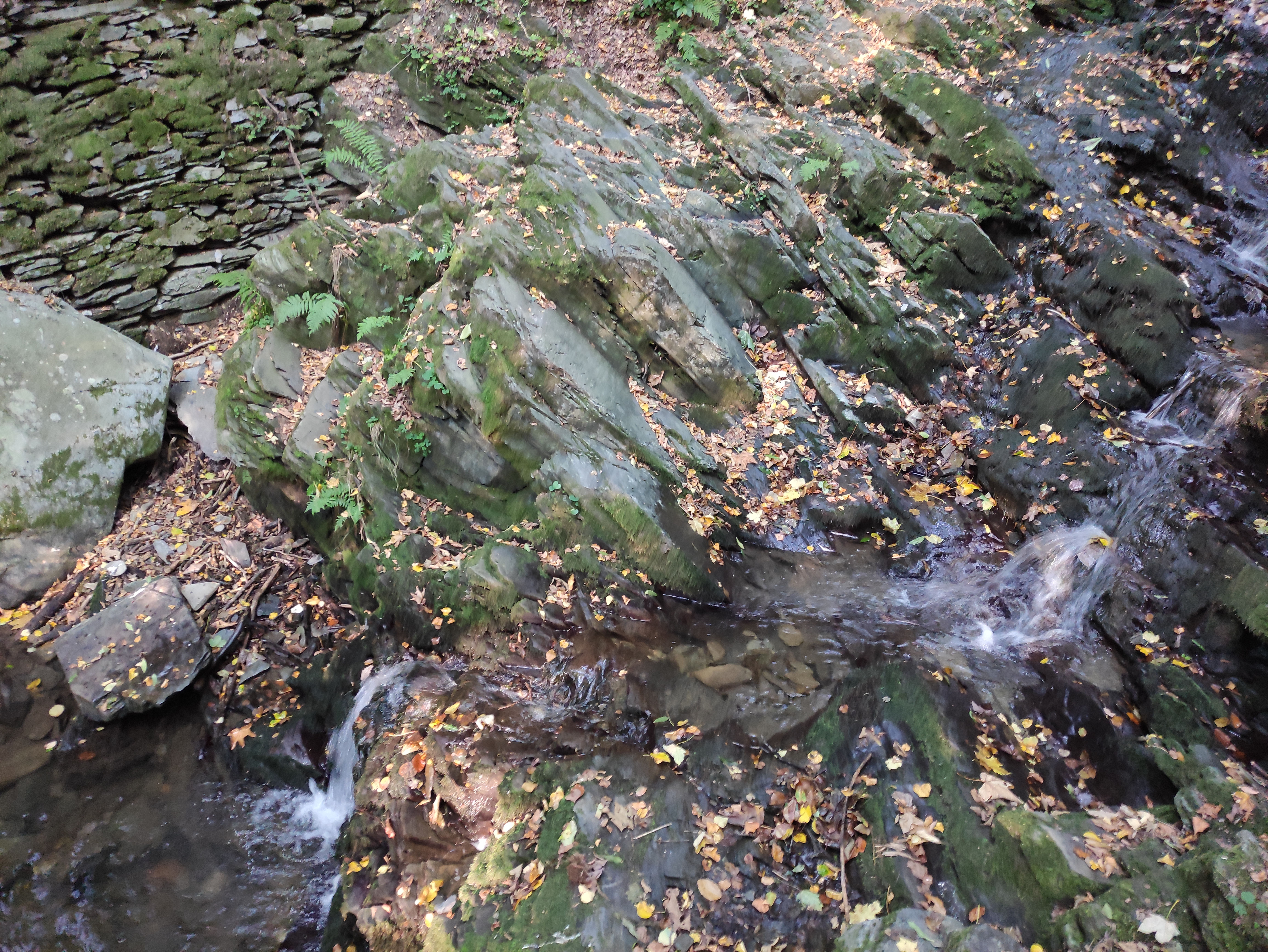